# Ligne de bus de Petite Ceinture
Pour les articles homonymes, voir Petite ceinture.
La ligne de bus PC, ou de Petite Ceinture, de la RATP relie depuis 2024, la Porte Maillot au Pont du Garigliano (hôpital européen Georges-Pompidou) en circulant principalement sur les boulevards des Maréchaux et en desservant les portes situées entre ces deux terminus.

## Historique

### La ligne PC: une circulaire autour de Paris
La ligne de bus de Petite Ceinture est créée le lundi 16 juillet 1934, sur décision du Conseil général de la Seine, en anticipation de la fermeture de la ligne ferroviaire de Petite Ceinture prévue le 23 juillet 1934.
La 16 juillet 1934, la Société des transports en commun de la région parisienne (STCRP), ancêtre de la Régie autonome des transports parisiens (RATP), commence l'exploitation de la ligne PC, aux heures de pointe uniquement entre la gare d'Auteuil-Boulogne et la porte de Champerret ce qui n'empêche pas la ligne de passer de 3 millions de voyageurs en 1934 à 18 millions en 1937, nécessitant de passer de 44 à 54 bus en ligne (Renault TN6),.
À l'aube de la seconde guerre mondiale la ligne est scindée en deux tronçons en septembre 1939 pour en simplifier l'exploitation, Porte de Champerret-Porte de Vincennes d'une part et Porte de Vincennes-Gare d'Auteuil de l'autre, puis la ligne est interrompue le 16 mai 1940 et ne sera relancée que le 5 novembre 1945 toujours en deux tronçons.
Le 24 mars 1947, elle est prolongée de la gare d'Auteuil à la Porte Maillot, afin de pallier la suppression de la ligne 173 puis le 4 juin 1951 elle prend finalement son trajet circulaire faisant le tour de la capitale en circulant sur les boulevards des Maréchaux dans les deux sens et troque ses TN6 pour des Somua OP5,.
En 1954, dix bornes de régulation téléphonique sont installées le long du parcours. En 1964, la ligne sert à tester les « autobus standards » Berliet PCMR qui y circulent jusqu'en 1976 puis remplacés par des Saviem SC10 : d'abord en version UMC puis UMCR en 1975 et enfin des SC10R, badgés Renault en 1985.
Longue de 35 kilomètres, comptant 95 arrêts et nécessitant une centaine de bus dont 94 engagés aux heures de pointe au temps des SC10, la ligne PC cumule 12 % de la fréquentation du réseau intra-muros et est très complexe à exploiter : les bus sont souvent englués dans la circulation, provoquant des files de plusieurs bus en retard, et les renforts partiels assurés sur une partie du parcours ne suffisent pas. Un tour complet nécessite deux heures à deux heures et demi quand la circulation est fluide.

La ligne souffre aussi de grandes disparités d'offre selon les tronçons : les tronçons nord et sud sont saturés, le tronçon est est au bord de la saturation et le tronçon ouest a une offre à l'inverse surcapacitaire.

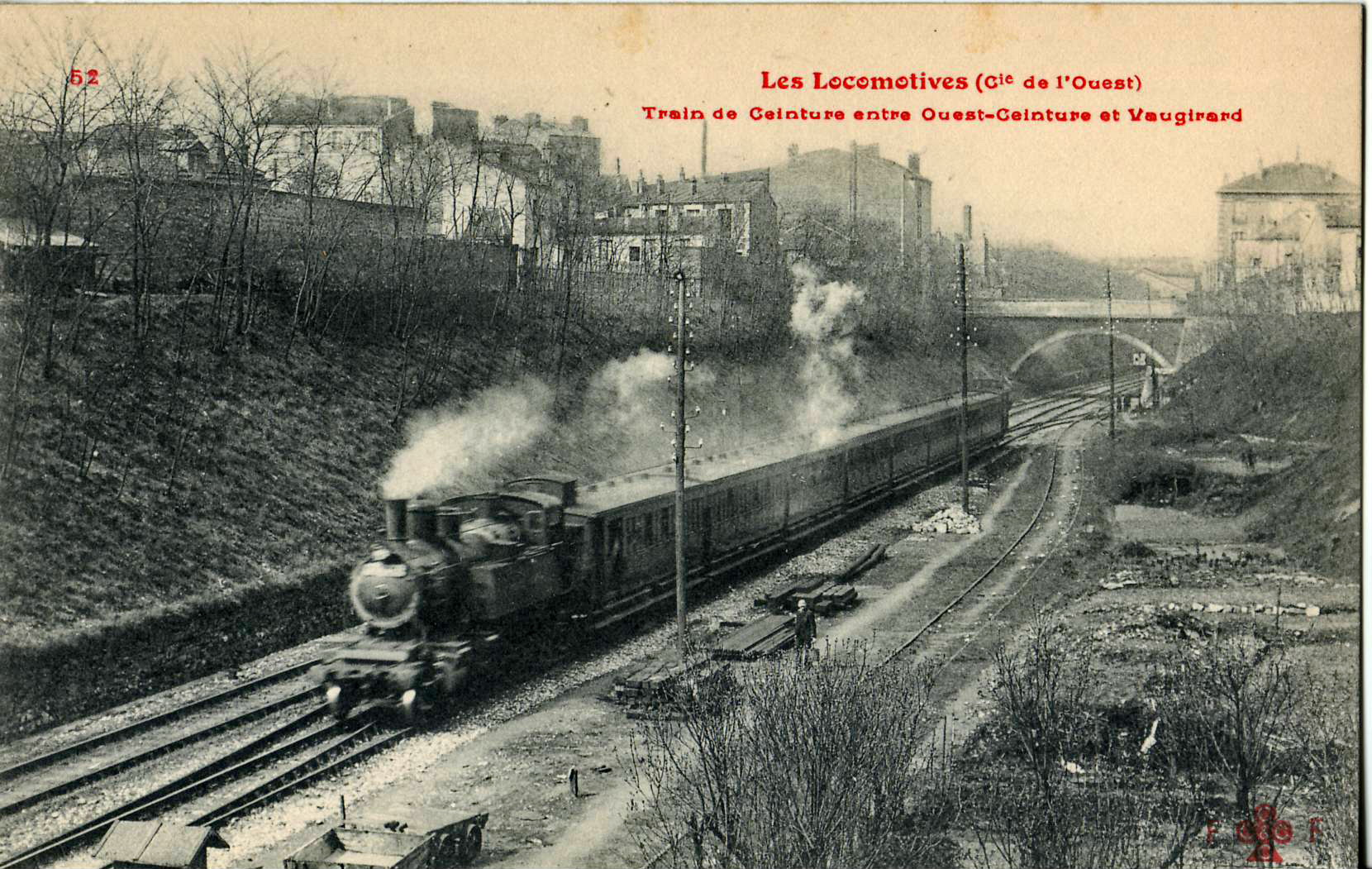
Train sur la ligne de Petite Ceinture, quelques années avant son remplacement par les bus PC.

### La scission en trois lignes
Le 1er octobre 1999, la ligne est partagée en trois arcs se chevauchant sur 1 à 3 kilomètres, exploités en autobus articulés Renault Agora L et dénommés :
- Petite Ceinture 1 (), numéro 97 en interne, de la porte de Champerret à la porte de Charenton ;
- Petite Ceinture 2 (), numéro 98 en interne, de la porte d'Italie à la porte de la Villette ;
- Petite Ceinture 3 (), numéro 99 en interne, de la porte Maillot à la porte des Lilas.

Cette nouvelle organisation s'accompagne de la création de voies réservées sur le plus de tronçon possible des lignes, comme la PC1 avec 50 % de voies dédiées. La ligne PC1 voit son offre augmenter de 27 % et est doublée par des navettes en heures de pointe entre le pont du Garigliano et la porte d'Ivry, tandis que la ligne PC2 voit son offre diminuer de 16 % et la PC3 augmenter de 6 %.

Malgré cela, il devient de plus en plus urgent de trouver une alternative crédible afin d'augmenter la capacité de transport sur cet axe en site propre, et c'est une ligne de tramway qui est rapidement envisagée.

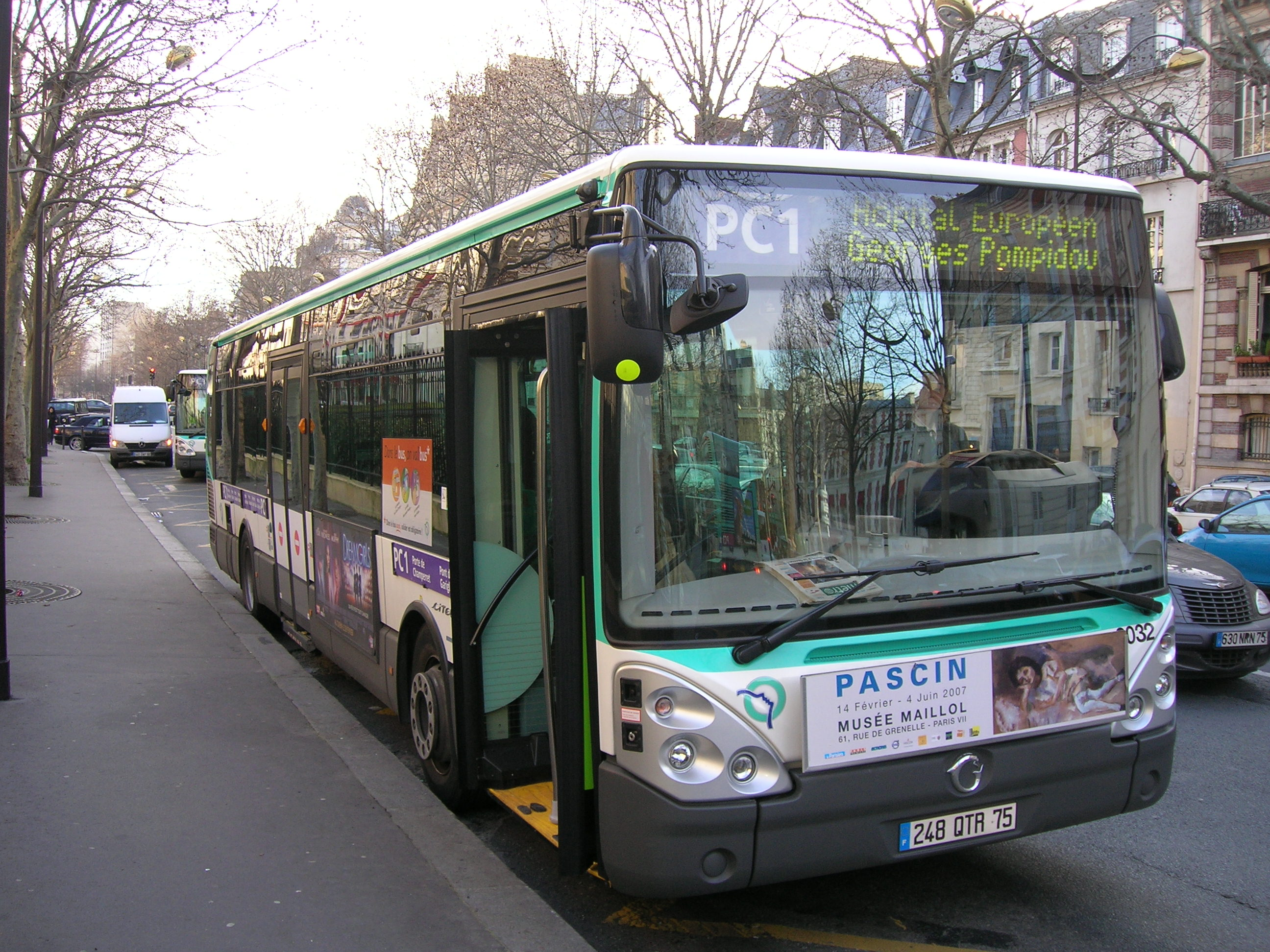
Bus Citelis sur la ligne PC1  au terminus Porte de Champerret
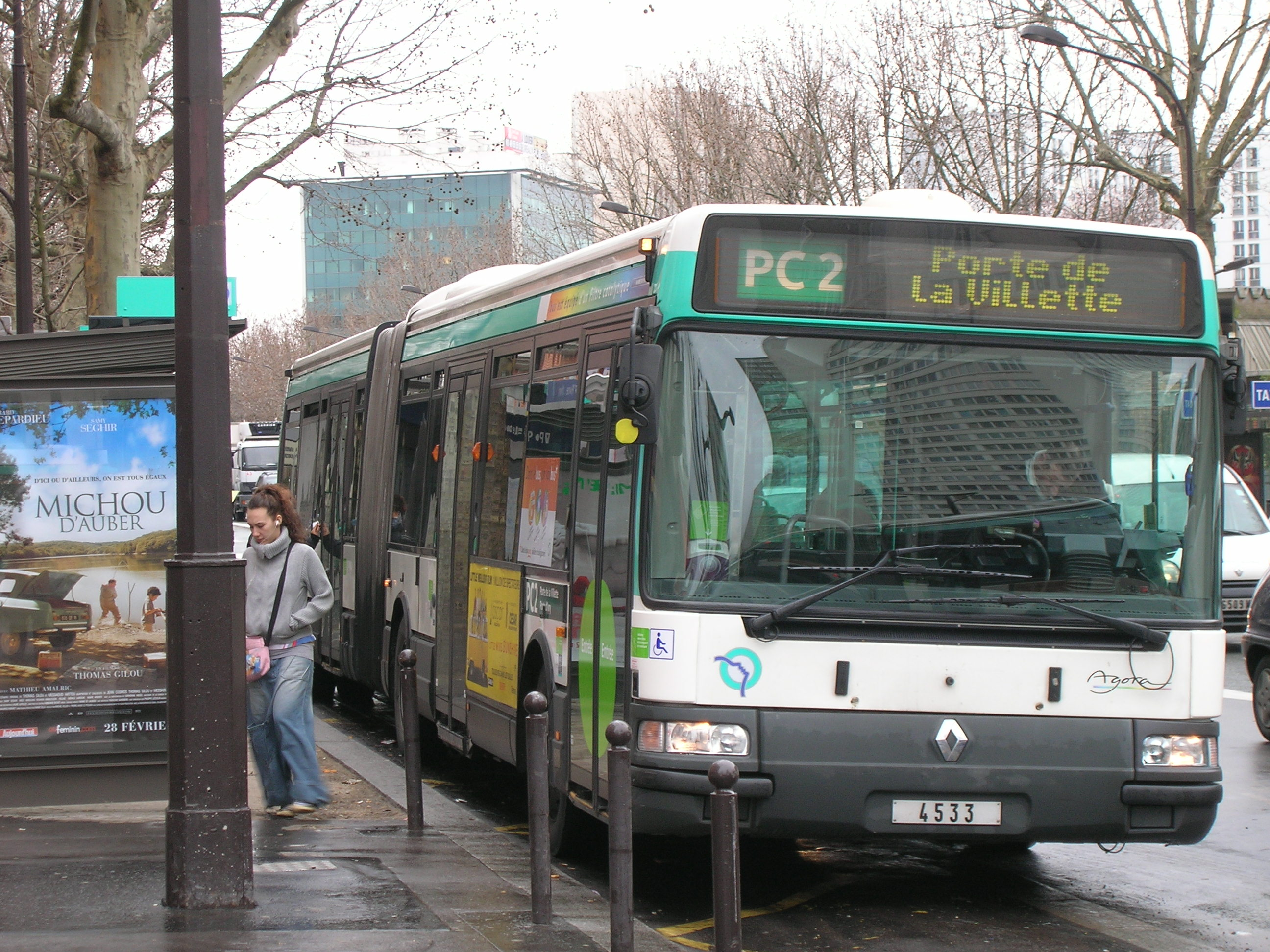
Bus de la ligne PC2 au terminus de la Porte d'Ivry
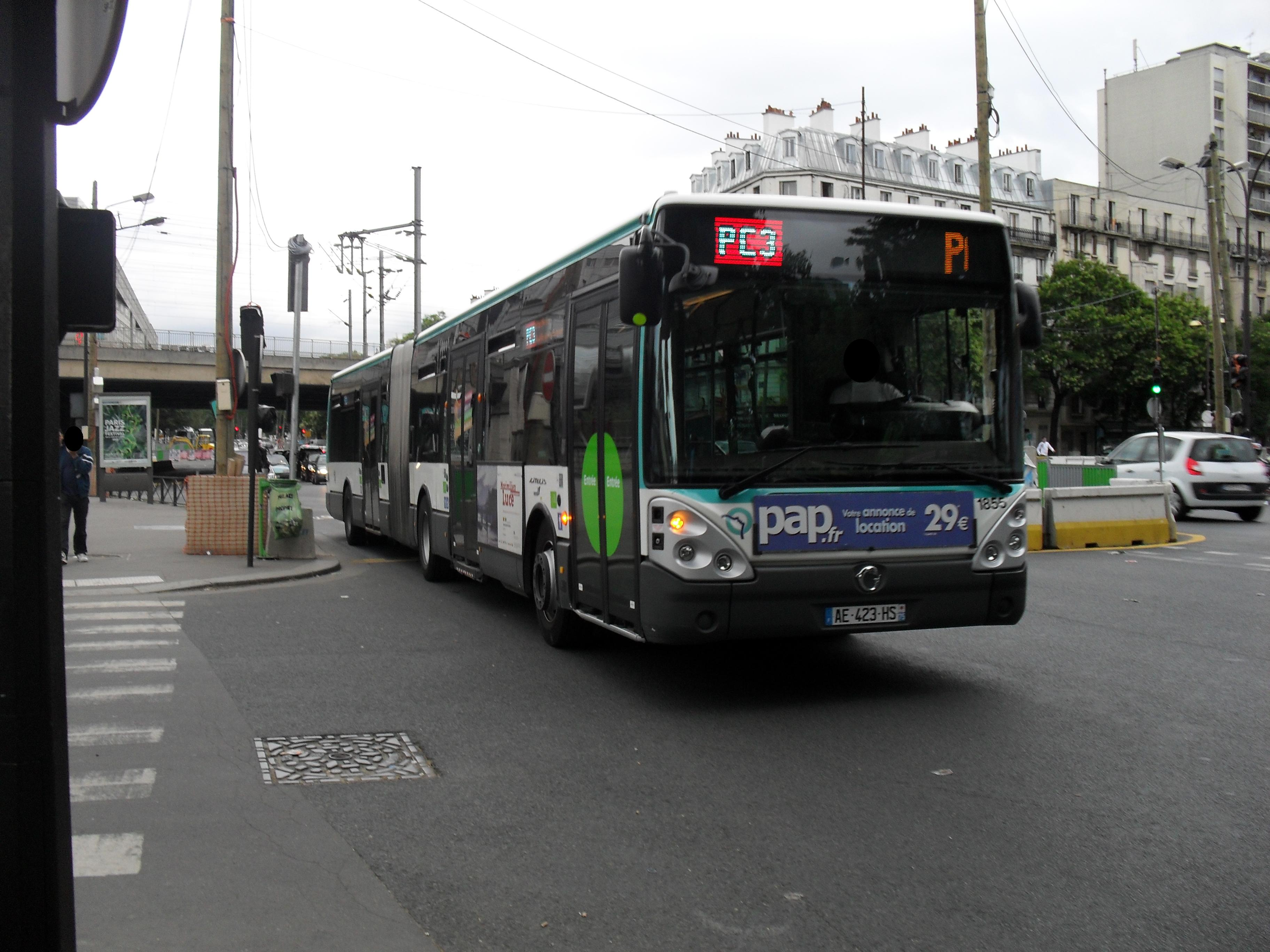
Bus de la ligne PC3 à Porte de la Villette

### Le tramway remplace progressivement le bus
Le 16 décembre 2006, la ligne de tramway T3 entre le pont du Garigliano et la Porte d'Ivry, se substituant de ce fait à la ligne PC1 qui est cantonnée à la desserte du 16e arrondissement de Paris.
Le samedi 15 décembre 2012, le prolongement du tramway des Maréchaux jusqu'à la porte de la Chapelle est mis en service sous la forme de deux lignes distinctes afin d'assurer la robustesse de l'exploitation, une meilleure régularité et d'éviter les situations de congestion : 
- la ligne existante « T3 (sud) » est prolongée jusqu'à la porte de Vincennes et est renommée « T3a » ;
- une seconde ligne nommée « T3b » est mise en service et relie dans sa continuité la porte de Vincennes à la porte de la Chapelle.

En conséquence les lignes PC1 et PC3 sont modifiées et la ligne PC2 est supprimée. Subsistent alors :
- le bus Petite Ceinture 1 (PC1), également dénommé bus 97, de la porte de Champerret au pont du Garigliano,
- le bus Petite Ceinture 3 (PC3), également dénommé bus 99, de la porte Maillot à la porte de la Chapelle.

La ligne PC1 perd ses bus articulés au profit d'autobus standards, la fréquentation du tronçon restant ne le justifiant pas.

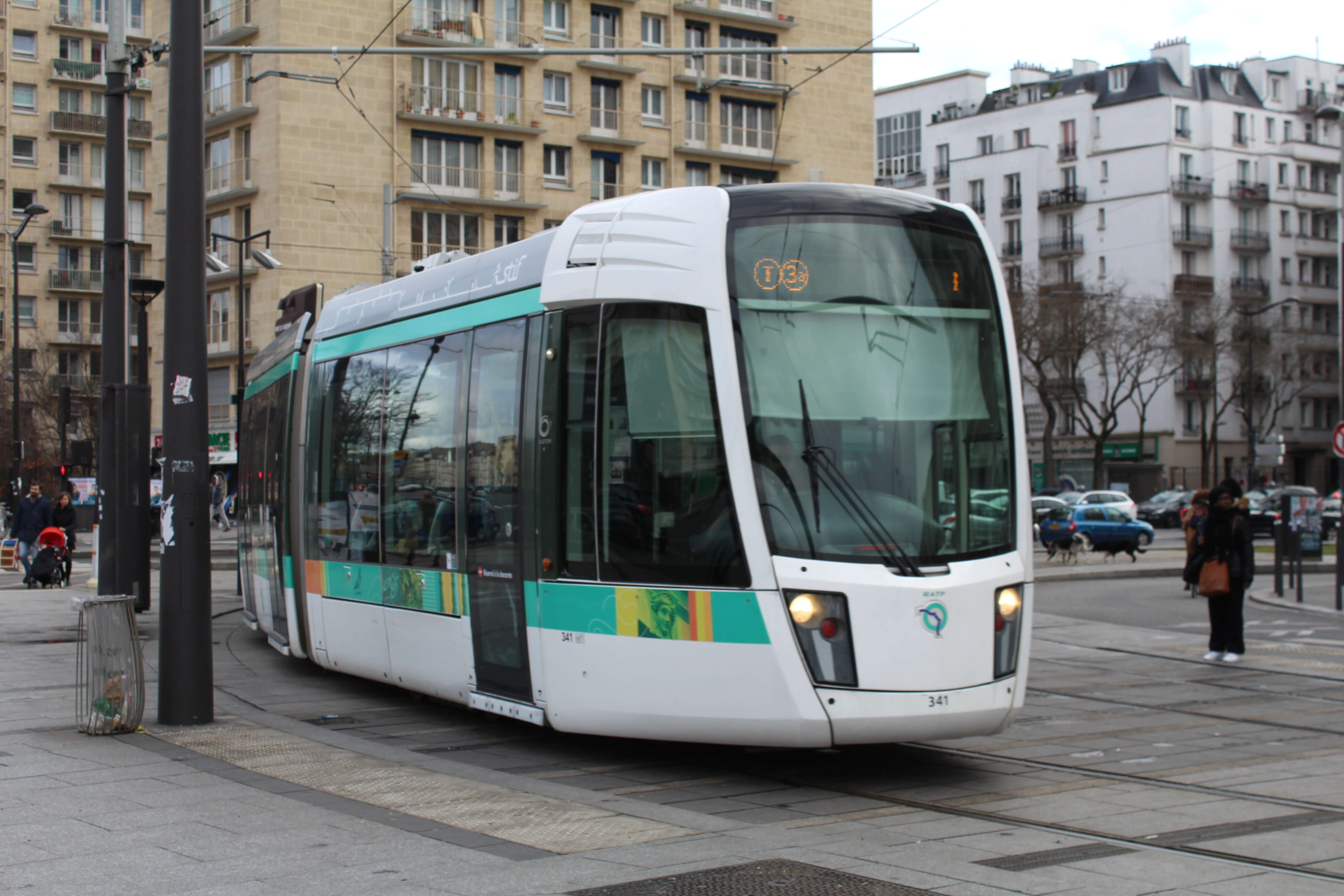
Tramway  à Porte de Vincennes
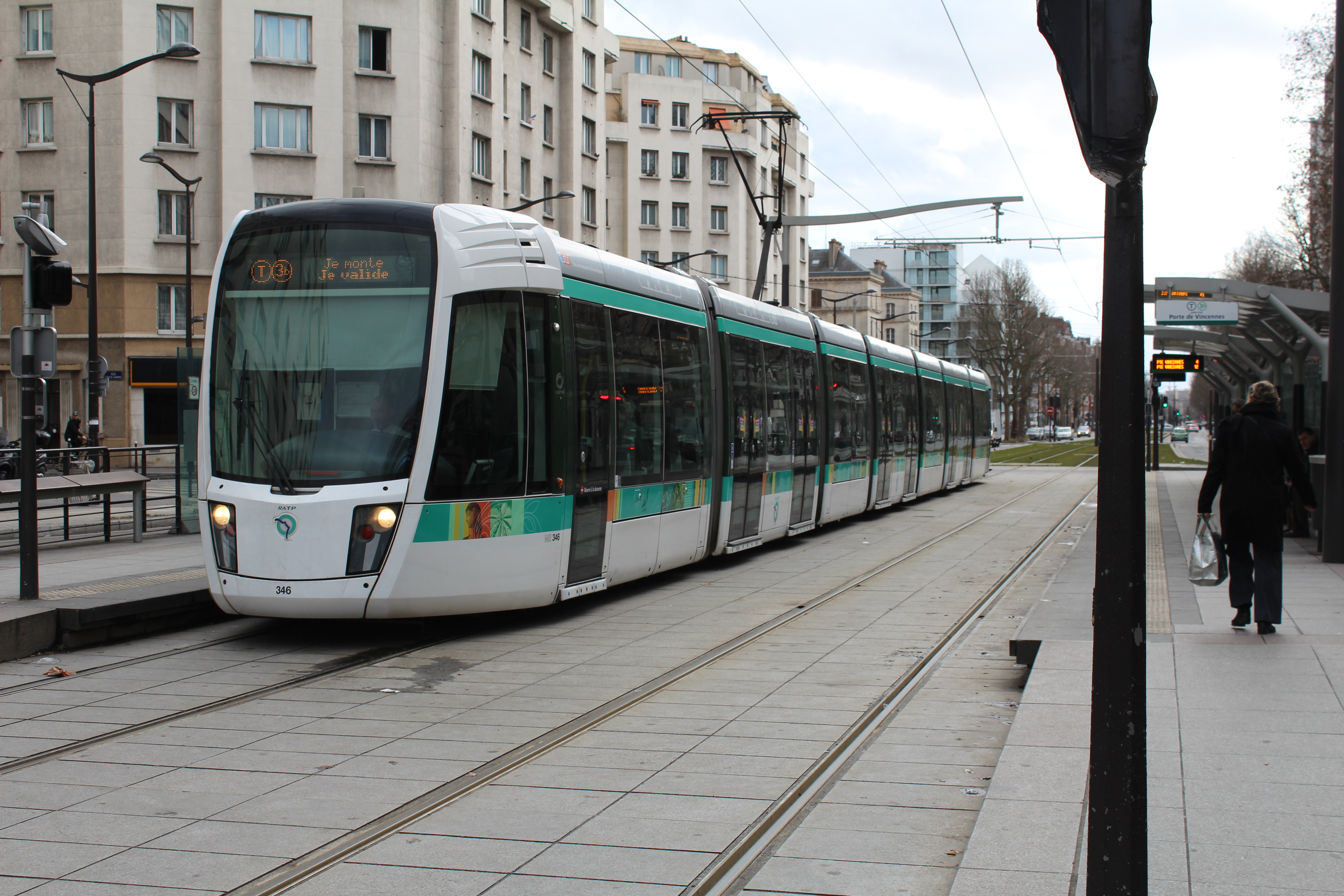
Tramway  à Porte de Bagnolet

### Situation du 24 novembre 2018 à 2024
Avec le prolongement de la ligne 3b du tramway jusqu'à la porte d'Asnières le 24 novembre 2018, les lignes PC1 et PC3 fusionnent en une ligne unique Petite Ceinture (PC), numéro interne 98, qui reprend le tronçon des deux anciennes lignes (Porte de Champerret-Pont du Garigliano pour la PC1 et Porte d'Asnières-Porte Maillot pour la PC3) qui n'a pas été remplacé par le tramway},.
La mise en service du prolongement du tramway à la porte Dauphine est prévue à l'horizon 2023. Un prolongement ultérieur jusqu'au pont du Garigliano marquera, s'il se réalise, la fin de la ligne de bus de Petite Ceinture.

En 2018, Laurent Probst, directeur général d’Île-de-France Mobilités, réaffirme qu’il n’est pas envisagé de boucler la boucle et de rejoindre le pont du Garigliano. « Il n’y aura pas suffisamment de voyageurs sur ce tronçon. Nous prévoyons un bus en site propre à haut niveau de service (BHNS) ».

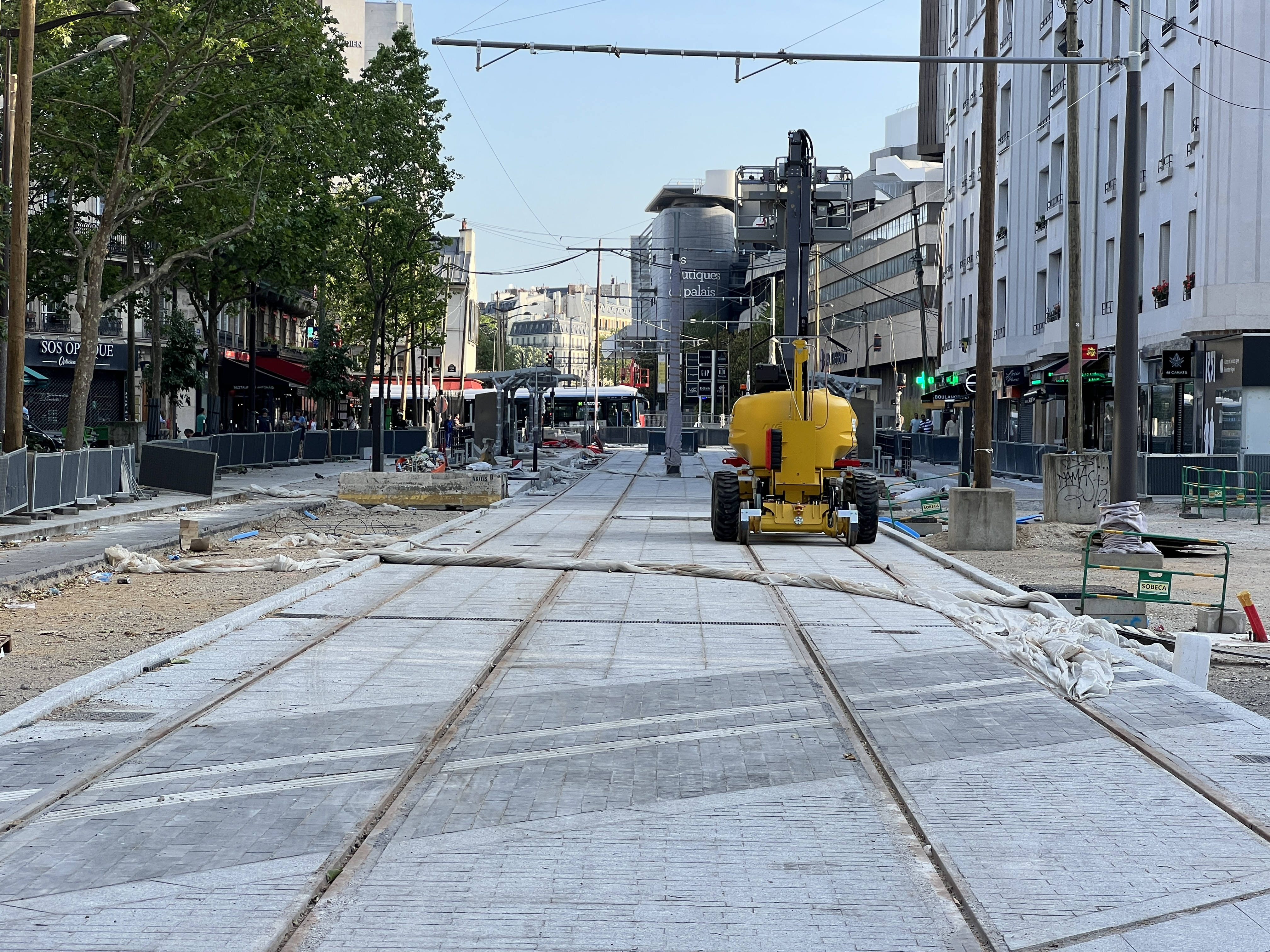
Chantier du prolongement du  sur boulevard Gouvion-Saint-Cyr avec au second plan un bus PC.

### Situation depuis 2024
À la suite de la mise en service du nouveau prolongement de la ligne 3b du tramway de la porte d'Asnières jusqu'à la porte Dauphine le 5 avril 2024, le parcours de la ligne de bus est raccourci, et relie dorénavant la porte Maillot au Pont de Garigliano.

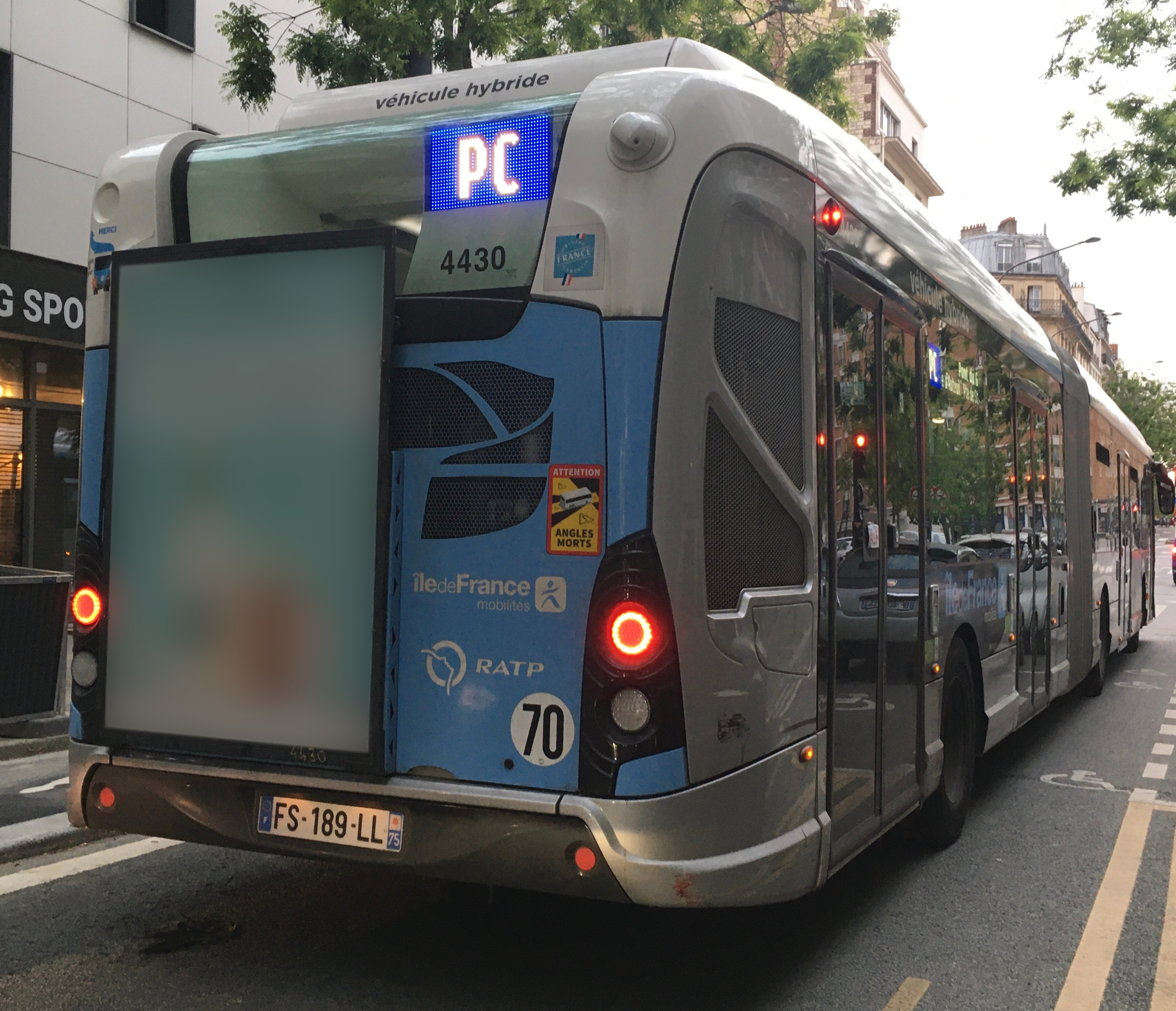
Bus Heuliez GX 437 Hybride sur la ligne PC.